# Los Salias
Los Salias è un comune del Venezuela nello stato di Miranda. Confina con i comuni di Libertador a nord, Baruta ad est, Guaicaipuro a sud e Carrizal ad ovest.
È un sobborgo della capitale Caracas, trovandosi il suo capoluogo a soli 14 km a sud della stessa. Nonostante questa sua prossimità alla capitale Los Salias non è fra i comuni che compongono il Distretto Metropolitano di Caracas.

## Storia
Il comune è stato istituito nel 1982.
Il suo nome è in onore dei fratelli Francisco, Mariano, Pedro, Vicente, Juan e Carlos Salias, eroi della guerra di indipendenza.

## Amministrazione

### Parrocchie
Il comune di Los Salias ha un'unica parrocchia:
- San Antonio de los Altos